# 반응차수
화학반응속도론에서 반응차수(反應次數)란 시약이나 촉매, 부산물 등의 농도 지수에 따른 반응속도식의 값을 나타낸 것으로, 반응속도식에서 지수 m과 n은 반응 물질의 농도[A],[B]가 변할 때 속도가 어떻게 변하는지를 알려주는 차수를 말한다. 반응차수는 화학 반응식의 계수와는 관계없고 실험적으로 결정된다. (m+n)은 전체반응차수라고 한다.